# Ornebius brasilianus
Ornebius brasilianus är en insektsart som först beskrevs av Henri Saussure 1877.  Ornebius brasilianus ingår i släktet Ornebius och familjen Mogoplistidae. Inga underarter finns listade i Catalogue of Life.